# Nihilisme (politieke stroming)

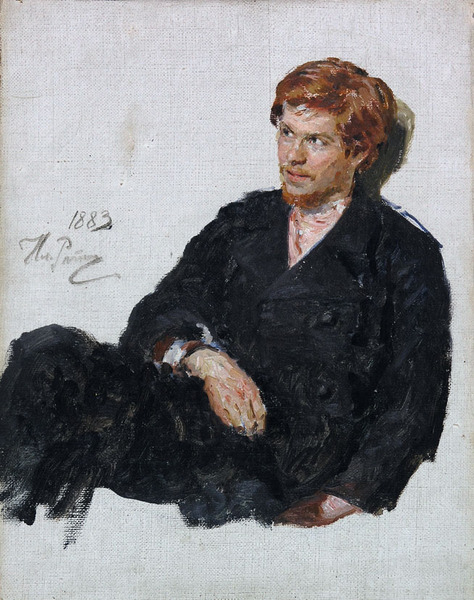
Een nihilistische student, door Ilya Repin

De nihilistische beweging (Russisch: нигилизм) was een Russische politieke beweging rond 1860 gekenmerkt door het in twijfel trekken van de geldigheid van alle vormen van vooropgezette ideeën en sociale normen. Het is afgeleid van het Latijnse woord "nihil", dat "niets" betekent. De nihilisten verdedigden de onafhankelijkheid van het individu en choqueerden het Russische establishment. 
De nihilistische beweging omvatte verschillende denkbeelden. Er waren nihilistische liberalen die tevreden zouden zijn met de invoering van een grondwet en parlement, terwijl andere nihilisten voorstander waren van een (democratische of dictatoriale) staatsocialistische maatschappij, terwijl weer andere nihilisten juist aanhangers waren van het anarchisme. Ook waren er nihilisten die vonden dat de maatschappelijke omstandigheden zo slecht waren dat het vernietigd moest worden, waarbij een constructief politieke programma niet nodig was.
Nihilisten werden als volksmenners bestempeld, en na de mislukte aanslag op Tsaar Alexander II stonden zij voornamelijk bekend als voorstanders van het gebruik van geweld als het voornaamste werktuig voor politieke verandering.

## Denkbeelden
Het nihilisme was gebaseerd op utilitarisme, filosofisch materialisme, geloof in de vooruitgang door middel van de wetenschap en een algehele wantrouwen tegen de bestaande autoriteiten en cultuur. De mens was niets anders dan een organisme met chemische processen, terwijl ethiek niets anders moest zijn dan een wetenschappelijk rechtvaardiging van het hedonisme. De eerste nihilisten werden sterk geïnspireerd door Auguste Comte, John Stuart Mill en Charles Fourier. Daarnaast had de Russische schrijver Nikolaj Tsjernysjevski grote invloed op de nihilistische beweging met zijn boek “Wat te doen?” waar hij de levensstijl van een geïdealiseerde revolutionair beschreef die zijn gehele leven in dienst stelde voor de vernietiging van het bestaande maatschappij om te vervangen door een staatsocialistische maatschappij.
De term “nihilisme” werd in de roman “Vaders en Zonen” (1862) door Ivan Toergenjev aan deze richting gegeven. In dit boek strijdt het personage Bazarov tegen de bestaande denkbeelden van de generatie van zijn vader. Bazarov verwierp iedere vorm van religie en het aristocratische leven. Bazarov zei dat: "Een nihilist, dat is iemand die niet buigt voor autoriteiten, iemand die geen principe zomaar op goed geloof aanneemt, hoe goed en eerbiedwaardig het ook moge zijn..." En daarbij beweert Bazarov dat de condities van de maatschappelijke organisatie zo slecht zijn, waardoor destructie wenselijk wordt – zelfs als er geen enkele positieve constructieve politieke programma mogelijk is.
De nihilistische beweging heeft geen directe relatie met het filosofische nihilisme, maar heeft er wel raakvlakken mee. Beide groeperingen verwerpen religie en het filosofische idealisme, maar hebben verschillende waardeoordelen over bijvoorbeeld wetenschap. De politieke nihilisten omarmden de wetenschap als methode om achter de waarheid te komen, terwijl het filosofische nihilisme ook de waarheidsclaim van de wetenschap verwerpt.

## De staatsocialistische stroming
De socialistische studentenleider Dimitri Pisarev was gefascineerd door Toergenjevs roman en beschouwde zichzelf als een nihilist. Ook de schrijver Nikolaj Tsjernysjevski had grote invloed op de staatsocialistische nihilisten. Tsjernysjevski beschreef in “Wat te doen?” de levensloop van een revolutionair die zijn gehele leven in dienst stelde van de toekomstige revolutie. Tsjernysjevski was voorstander van een staatssocialistische samenleving. Tsjernysjevski had een pessimistische kijk op Rusland en zei dan ook: “Het is beter om helemaal niet geboren te worden dan om als Rus geboren te worden.” Daarnaast was hij voorstander van de bevrijding van de lijfeigenen door Tsaar Alexander II, omdat dit tot “een onmiddellijke catastrofe” zou leiden, want “hoe erger, hoe beter”. Hij vond dat zo’n catastrofe de revolutie alleen maar dichterbij bracht.
Een manifest voor de staatssocialistische stroming van het nihilisme werd in 1862 geschreven door Zaitsjnevski. Hij noemde het manifest Jong Rusland, waarin hij opriep tot een gewelddadige machtsovername door een kleine maar gedisciplineerde groep samenzweerders, gevolgd door een revolutionaire dictatuur die de socialistische transformatie van de samenleving zou bewerkstelligen. De Staat zou alle grond en industrie moeten nationaliseren en alle kinderen door de Staat laten opvoeden.

## Vreedzaam verzet
Het nihilisme was niet alleen een politieke stroming, maar ook een leefstijl gebaseerd op ascetisme, wat je ook terugziet in de kledingstijl van de nihilisten. De kledingstijl van Russische meisjes uit rijke families zaten vol met bloemen, linten en parasollen, terwijl de vrouwelijke nihilisten in zwarte wollen truien liepen. Zowel mannelijke en vrouwelijk nihilisten hadden voorkeur voor blauwgetinte brillen, hoge laarzen en hadden vaak een zware wandelstok bij zich.
De nihilisten streden voor vrouwenemancipatie door paspoortvervalsingen en schijnhuwelijken. In Tsaristisch Rusland was het paspoort niet alleen bedoeld om naar het buitenland te reizen, maar ook voor binnenlandse reizen. Als een vrouw ver wilde reizen moest ze vaak langs paspoortcontroles, terwijl een mannelijke verwant (zoals vader of echtgenoot) aanwezig moest zijn of toestemming moest zetten op het paspoort, waardoor haar vader of haar echtgenoot de ultieme controle hadden over haar reisgedrag. Daarom werden schijnhuwelijken geregeld, waarbij de vrouw juridisch trouwde met een nihilist, waardoor ze de mobiliteit kregen om een academische loopbaan te beginnen.

## Terrorisme
Een van de eerste nihilistische terroristische groeperingen was "Land en Vrijheid" die streed voor Poolse onafhankelijkheid. Hiervoor wilden ze een samenzwering organiseren door de boerenbevolking op te jutten tegen hun schuldeisers. De boeren hadden veel schulden doordat ze een eigen stuk land moesten kopen van hun vroegere slavendrijvers na de afschaffing van de lijfeigenschap. In 1863 ging deze organisatie ten onder. (Decennia later werd een populistische organisatie onder dezelfde naam opgericht, maar die hoorde bij de narodniki.) 
Een andere geheime nihilistische gemeenschap heette "De Organisatie" die een trainingskamp voor revolutionairen stichtten. "De Organisatie" had ook de terroristische subgroep genaamd “Hel” die de Tsaar wilde vermoordden. Op 4 april 1866 pleegde Dmitry Karakozov – een lid van Hel – een moordaanslag op Tsaar Alexander II. De aanslag mislukte door de tussenkomst van een ambachtsman die Dmitry’s arm wegduwde toen hij op de Tsaar richtte. Karakozov werd opgepakt en op Smolenskveld in Sint Petersburg aan de galg gehangen. Ook de leider van De Organisatie – Nicolaas Ishutin – werd tot dood veroordeeld, maar dat werd later omgezet tot verbanning naar Siberië.
Naast aanslagen pleegden andere nihilistische groeperingen ook bankberovingen. Ook infiltreerde ze de Russische Geheime Dienst, waardoor ze achter de namen van informanten kwamen.

## Neergang
Er kwam veel kritiek op de terroristische tactiek van de nihilisten vanuit de Russische radicale beweging, waaronder Alexander Herzen die hierdoor de inspiratiebron vormde voor de narodniki. Deze stroming was in eerste instantie vreedzaam en wilde via propagandareizen de boeren tot kritische en intelligente burgers opvoeden. Dit ging niet goed en namen de narodniki uiteindelijk hun toevlucht tot terroristische aanslagen. De narodniki slaagden er wel in om de Tsaar te vermoorden.